# 伊索克勒克
伊索克勒克（波纳佩语：Isokelekel）是一位半神话的英雄战士和半神。约1628年，他征服波纳佩岛，终结绍德雷尔王朝的压迫统治，并建立一套去中心化的酋长制度，该制度一直延续至今。